# ブレイズン・ストーン
『ブレイズン・ストーン』（Blazon Stone）は、ドイツのヘヴィメタル・バンド、ランニング・ワイルドが1991年に発表した6作目のスタジオ・アルバム。バンド最大のシングル・ヒット曲「リトル・ビッグ・ホーン」が収録されている。

## 背景
新ドラマーのACは、前作『デス・オア・グローリー』（1989年）発表時にはバンドのローディーを務め、ドラムスやキーボードの管理とヘア・スタイリストの業務を担当していた。また、アクセル・モーガンはシンバルメーカーのパイステで働いており、バンド脱退後には再びパイステの仕事に専念して、1999年に同社のCEOとなった。「リトル・ビッグ・ホーン」の歌詞は、リトルビッグホーンの戦いで戦死したカスター将軍を題材としている。
日本盤ボーナス・トラックの「ビリー・ザ・キッド」と「ジェノサイド」は、母国ドイツではシングル「リトル・ビッグ・ホーン」のカップリング曲として発表されており、「ジェノサイド」はシン・リジィがアルバム『チャイナタウン』（1980年）で発表した曲のカヴァー。

## 反響
母国ドイツのアルバム・チャートでは22位に達し、自身初のトップ30入りを果たす。本作からのシングル「リトル・ビッグ・ホーン」は、ドイツのシングル・チャートで自身最高の30位を記録した。また、本作はスイスでも成功を収め、1991年4月21日付のアルバム・チャートにおいて初登場28位となり、最終的には16位に達した。
バンドの中心人物ロックン・ロルフは、2012年にRockpages.grにより行われたインタビューにおいて、本作は「ランニング・ワイルドのどのアルバムよりもずっと売れた」と語っている。

## 収録曲
特記なき楽曲はロックン・ロルフ(Rolf Kasparek)作。
1. ブレイズン・ストーン "Blazon Stone" – 6:31
2. ローンウルフ "Lonewolf" – 4:48
3. スレイヴァリー "Slavery" – 5:15
4. ファイアー・アンド・アイス "Fire & Ice" (AC) – 4:08
5. リトル・ビッグ・ホーン "Little Big Horn" – 4:58
6. オーヴァー・ザ・レインボウ "Over the Rainbow" (Jens Becker) – 1:55
7. ホワイト・マスク "White Masque" – 4:16
8. ローリング・ホイールズ "Rolling Wheels" (J. Becker) – 5:32
9. ブラッディ・レッド・ローズ "Bloody Red Rose" – 5:05
10. ストレイト・トゥ・ヘル "Straight to Hell" (J. Becker) – 3:50
11. ヘッズ・オア・テイルズ "Heads or Tails" – 4:58

### 日本盤ボーナス・トラック
1. ビリー・ザ・キッド "Billy the Kid" (AC, Rolf Kasparek) – 4:48
2. ジェノサイド "Genocide" (Phil Lynott) – 4:48

## 参加ミュージシャン
- ロックン・ロルフ - ボーカル、ギター
- アクセル・モーガン - ギター
- ヤンス・ベッカー - ベース
- AC - ドラムス